# Godhead
Godhead, aussi typographié gODHEAD, est un groupe de rock et metal industriel américain, originaire de Washington, District de Columbia.

## Biographie
Le groupe est formé en 1994 sous le nom de Blind, mais fait sa première apparition scénique sous Godhead peu après à Fairfax, en Virginie, en avril. Après être resté dans l'obscurité pendant plusieurs années, le groupe est remarqué par Marilyn Manson et signe, en 2000, un contrat de distribution avec Manson,à son label Posthuman Records. Ce contrat est honoré avec la sortie d'un premier album studio, en janvier 2001, intitulé 2000 Years of Human Error qui permet à Godhead de se faire remarquer par Ozzy Osbourne qui les emmène à l'Ozzfest la même année. L'album fait participer le bassiste de Marilyn Manson, Twiggy Ramirez, Scott Putesky (guitariste pour Marilyn Manson, anciennement connue sous le nom de Daisy Berkowitz), et Manson. Malgré la dissolution de Posthuman, le groupe se popularise dans la scène. | ses débuts, ils sont managés par Scott Cohen.
Le batteur James O'Connor quitte le groupe avant l'enregistrement de leur cinquième album, Evolver. Il est remplacé par Tom Z, pendant une courte durée, puis est à son tour remplacé par le batteur de Static-X, Ken Jay. Wayne Static et Reeves Gabrels de Static-X contribueront à l'album qui sera publié en 2003. En 2005, le chanteur Jason C. Miller invite O'Connor à revenir dans le groupe, ce qu'il accepte, avant de quitter à nouveau le groupe en 2006, après l'enregistrement de The Shadow Line. Il est remplacé par Glendon Crain. Le 24 mars 2008, le groupe révèle l'arrivée de Ty Smith de Bullets and Octane en remplacement de Crain. Le 27 octobre 2009, Jason C. Miller publie son premier album solo, Last to Go Home.

## Style musical et influences
Sur leur profil MySpace officiel, le groupe dit s'inspirer de David Bowie, The Cure, Depeche Mode, Pink Floyd, Ozzy Osbourne, et Nine Inch Nails.

## Membres

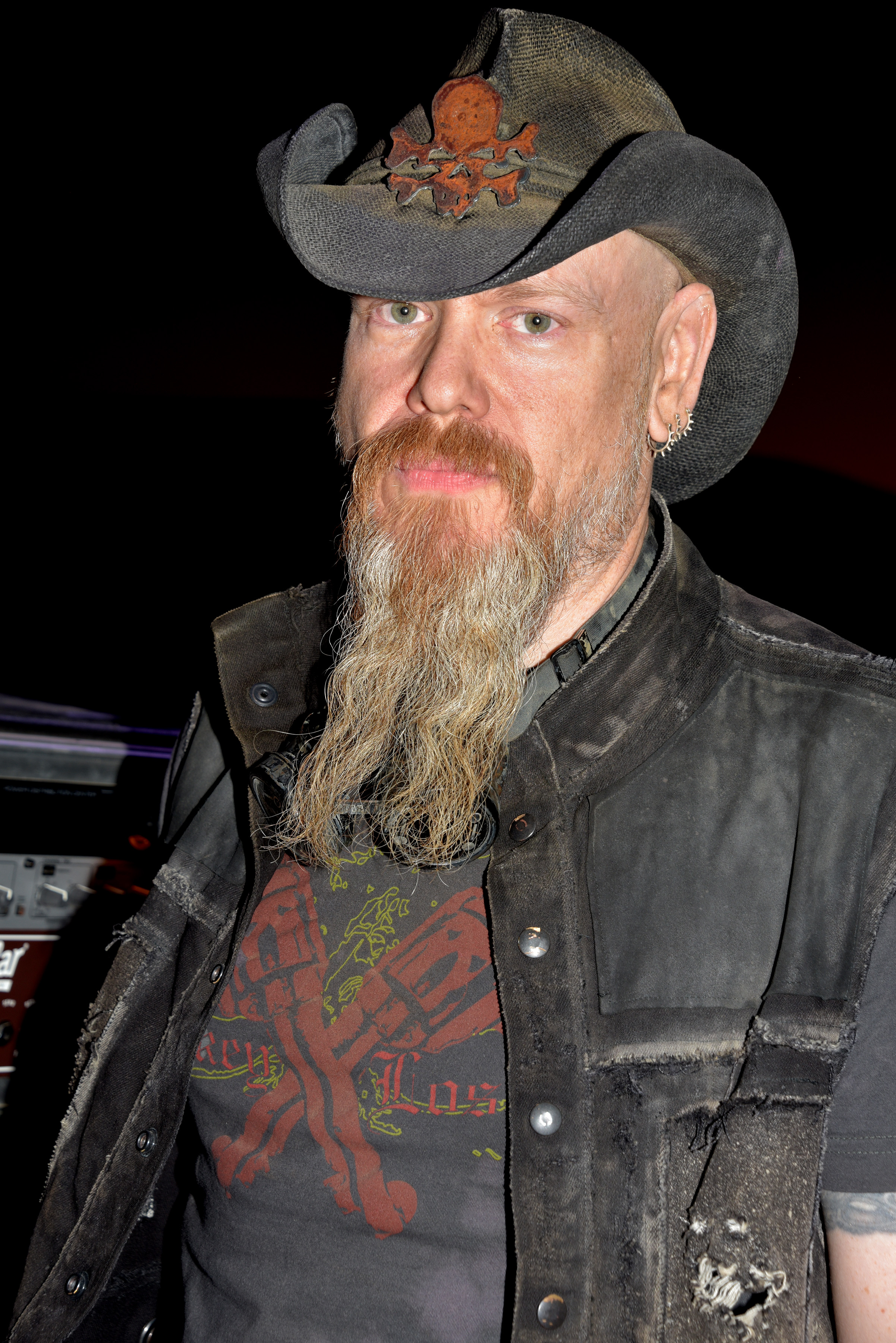
Jason Charles Miller en 2017.

### Membres actuels
- Jason C. Miller – chant, guitare (depuis 1992)
- Mike Miller – guitare (depuis 1994)
- Ullrich « Method » Hepperlin – basse, programmation (depuis 1998)
- Ty Smith – batterie, percussions (depuis 2008)

### Anciens membres
- Dwayne Reid – batterie, percussions (1992–1994)
- John Pettit – batterie, percussions (1993–1997)
- Bruce Brandstatter – basse (1992–1997)
- Tom Z – batterie, percussions (2003)
- Ken Jay – batterie, percussions (2003–2005)
- James O'Connor – batterie, percussions (1997–2003, 2005–2006)
- Glendon Crain – batterie, percussions (2006–2008)

## Discographie
- 1994 : America Now
- 1995 : Godhead
- 1997 : Nothingness
- 1998 : Power Tool Stigmata
- 2001 : 2000 Years of Human Error
- 2003 : Evolver
- 2006 : The Shadow Line
- 2007 : Unplugged
- 2008 : At the Edge of the World
- 2009 : The Early Years (94-96)